# ویلیام سی. ملور

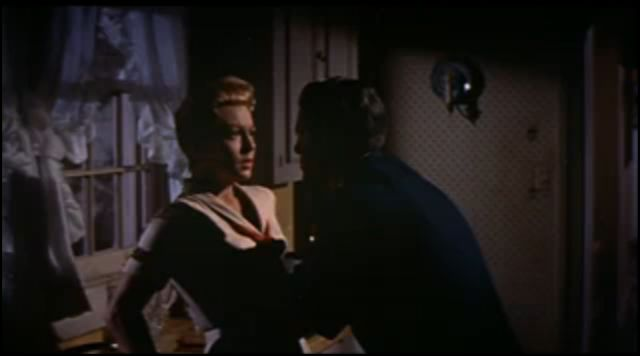
پیتون پلیس

ویلیام سی. ملور (به انگلیسی: William C. Mellor) فیلمبردار آمریکایی سینمای هالیوود و برنده جایزه اسکار بهترین فیلمبرداری سال ۱۹۵۹ برای فیلم خاطرات آنه فرانک است.

## بخشی از فیلمشناسی
- راهی به فردا ساختن (۱۹۳۷)
- جزیره ویک (۱۹۴۲)
- مکانی در آفتاب (۱۹۵۱) جایزه اسکار بهترین فیلم‌برداری
- مهمیز برهنه (۱۹۵۳)
- روز بد در بلک راک (۱۹۵۵)
- غول (۱۹۵۶)
- عشق در بعدازظهر (۱۹۵۷)
- پیتون پلیس (۱۹۵۷) نامزد جایزه اسکار بهترین فیلم‌برداری
- اجبار (۱۹۵۹)
- خاطرات آنه فرانک (۱۹۵۹) جایزه اسکار بهترین فیلم‌برداری